# Carl Wendt (Theologe)
Carl Ernst Georg Christian Wendt (* 6. August 1837 in Neubrandenburg; † 17. Dezember 1911 ebenda) war ein deutscher evangelischer Theologe und Gymnasiallehrer.

## Leben
Carl Wendt wurde als Sohn des Neubrandenburger Schlosser-Amtsmeisters und Bürgers (Johann) Carl Wendt (* 1808) und dessen Ehefrau, der Stargarder Bäckerstochter Marie, geb. Schmidt (* 1813) geboren. Er besuchte das Gymnasium in Neubrandenburg, bestand Ostern 1856 das Abitur und studierte von 1856 bis 1859 Evangelische Theologie in Erlangen und Rostock. Nach einer Zeit als Hauslehrer war er von 1863 bis 1868 Lehrer am Gymnasium Carolinum in Neustrelitz. Zugleich war er von 1863 bis 1866 Instruktor des Erbgroßherzogs Adolf Friedrich (V.) von Mecklenburg-Strelitz.
Wendt verließ 1868 das Gymnasium und wurde Pastor in Grünow. 1879 kam er an die Marienkirche Neubrandenburg, war dort zunächst als Zweiter Pastor tätig und wurde 1890 deren Erster Pastor. 1896 wurde er zum Präpositus der Synode gewählt. 1908 ging er in den Ruhestand und wurde dabei mit dem Titel Kirchenrat geehrt.
Carl Wendt war seit 1868 verheiratet mit Friederike (Dorothea Helene), geb. Raeth (1849–1909), einer Tochter des Neustrelitzer Kaufmanns Ludwig Raeth. Die Söhne des Paares schlugen ebenfalls eine akademische Laufbahn ein. Karl Wendt (1869–1942) studierte auch Theologie und wurde Schuldirektor in Neubrandenburg, Erich Wendt (* 1871) und Viktor Wendt (* 1877) studierten Medizin.